# 埃勞河
48°33′44″N 13°34′53″E / 48.562314°N 13.581472°E

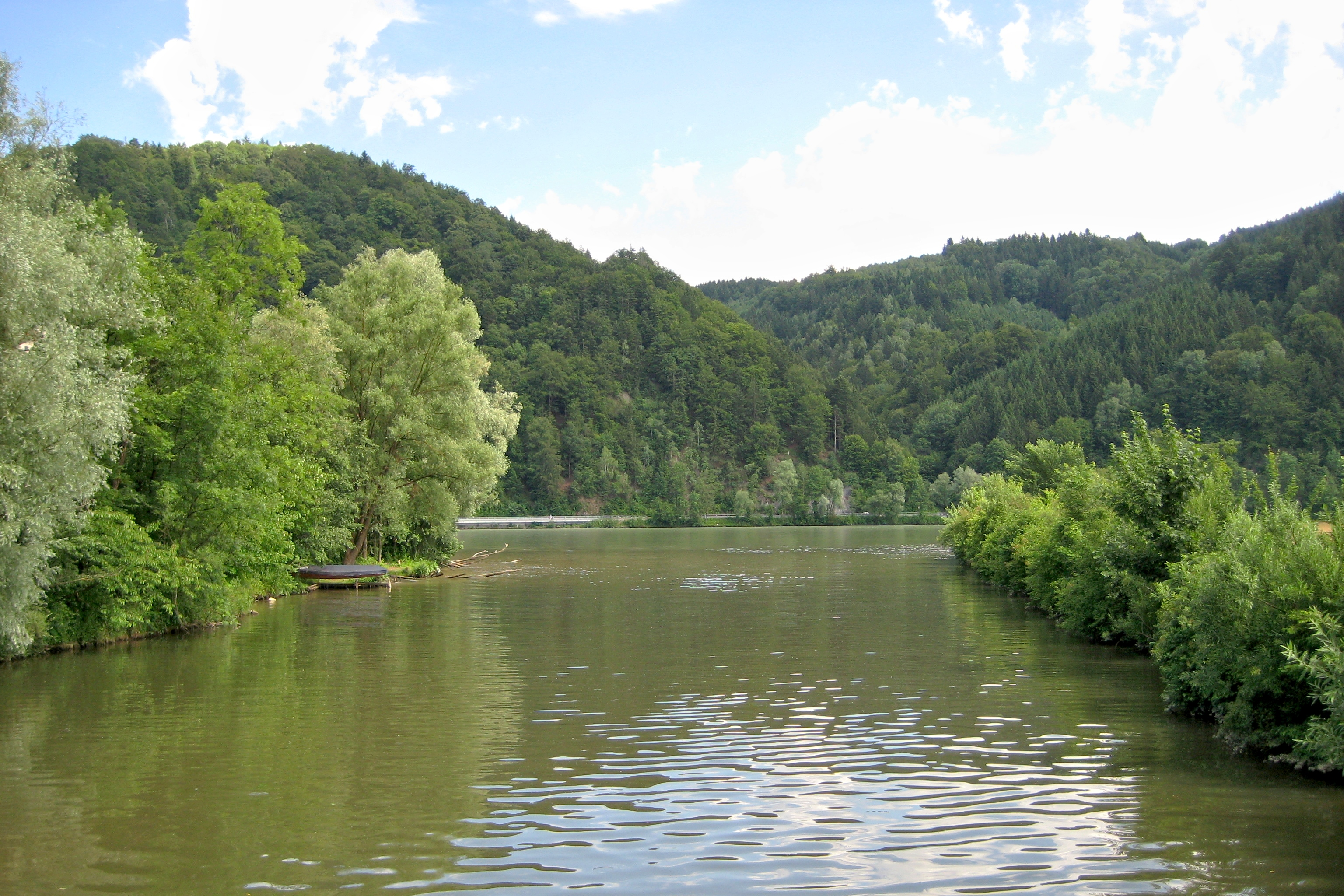
埃爾勞河

埃爾勞河（德語：Erlau），是德國的河流，位於該國東南部，由巴伐利亞負責管轄，屬於多瑙河的左支流，河道全長33.7公里，流域面積218平方公里，河口處在奧伯恩采爾。